# Bangalore
Bangalore je grad u Indiji, glavni grad indijske savezne države Karnataka, smješten na visoravni Dekan. Iako postoje podaci da grad postoji od oko 900. godine, a zapisi o stalno naseljenom području datiraju od 1537.g. 
U moderno vrijeme Bangalore je treći grad po broju stanovnika u Indiji (2009.), značajno sveučilišno i istraživačko središte, s razvijenom teškom industrijom, brojnim informatičkim i telekomunikacijskim tvrtkama, te se često naziva "Silicijskom dolinom Indije", kao usporedba s izvornom Silicijskom dolinom u SAD-u.   